# Morti il 17 marzo

## I secolo a.C.(1)
- 45 a.C. - Tito Labieno, generale romano

## II secolo(1)
- 180 - Marco Aurelio, imperatore, filosofo e scrittore romano (n. 121)

## V secolo(1)
- 461 - San Patrizio, missionario, vescovo e santo inglese (n. 389)

## VI secolo(1)
- 580 - Agricola di Chalon-sur-Saône, vescovo franco (n. 498)

## VII secolo(3)
- 624 - ʿAmr ibn Hishām, mercante arabo (n. 572)
- 624 - 'Utba ibn Rabi'a, mercante arabo
- 664 - Gertrude di Nivelles, badessa franca

## VIII secolo(1)
- 743 - Vitburga di Dereham, principessa e badessa anglosassone

## IX secolo(2)
- 807 - Teostericto il Confessore, monaco cristiano bizantino
- 836 - Heito, monaco cristiano svevo

## XI secolo(3)
- 1008 - Kazan, imperatore giapponese (n. 968)
- 1040 - Aroldo I d'Inghilterra, sovrano anglosassone
- 1058 - Lulach di Scozia, re scozzese (n. 1032)

## XII secolo(3)
- 1168 - Aroldo di Gloucester, santo inglese
- 1181 - Enrico I di Champagne, conte (n. 1126)
- 1199 - Jocelin di Glasgow, abate e vescovo cattolico britannico

## XIII secolo(5)
- 1219 - Rodolfo I di Tubinga, nobile tedesco
- 1241 - Köten, sovrano
- 1266 - Pierre de Montreuil, architetto francese
- 1272 - Go-Saga, imperatore giapponese (n. 1220)
- 1278 - Guglielmo IV, conte di Jülich, conte

## XIV secolo(3)
- 1303 - Ottone IV di Borgogna, nobile
- 1338 - Pierre de Jean, vescovo cattolico francese
- 1391 - Uliana di Tver', russa (n. 1325)

## XV secolo(6)
- 1406 - Ibn Khaldun, storico e filosofo arabo (n. 1332)
- 1407 - Leonardo Rossi, cardinale e francescano italiano
- 1416 - Alice FitzAlan, nobile inglese
- 1425 - Ashikaga Yoshikazu, militare giapponese (n. 1407)
- 1470 - Giovanni da Tolentino, nobile e condottiero italiano
- 1483 - Macario di Kaljazin, religioso russo

## XVI secolo(11)
- 1516 - Giuliano de' Medici, duca di Nemours, sovrano e poeta italiano (n. 1479)
- 1542 - Ruzante, drammaturgo, attore teatrale e scrittore italiano
- 1559 - Jost von Meggen, ufficiale svizzero (n. 1509)
- 1563 - Girolamo Seripando, cardinale e arcivescovo cattolico italiano (n. 1493)
- 1570 - William Herbert, I conte di Pembroke, nobile e politico inglese (n. 1501)
- 1572 - Marco Antonio Da Mula, cardinale e diplomatico italiano (n. 1506)
- 1572 - Georg Hundt von Weckheim, nobile tedesco (n. 1520)
- 1573 - Reginald Grey, V conte di Kent, nobile inglese
- 1579 - Cecilia Orsini, nobildonna italiana (n. 1493)
- 1594 - Ludwig Pfyffer, condottiero e politico svizzero (n. 1524)
- 1595 - Gamō Ujisato, militare giapponese (n. 1557)

## XVII secolo(20)
- 1605 - Bernardino Morra, vescovo cattolico italiano (n. 1549)
- 1607 - Silvestro Invrea, doge (n. 1530)
- 1611 - Sofia Vasa, principessa svedese (n. 1547)
- 1620 - Giovanni Sarkander, presbitero boemo (n. 1576)
- 1623 - Hieronymus Francken II, pittore fiammingo (n. 1578)
- 1624 - Antonio Caetani, cardinale italiano (n. 1566)
- 1640 - Philip Massinger, drammaturgo inglese (n. 1583)
- 1642 - Jakub Zadzik, vescovo cattolico polacco (n. 1582)
- 1649 - Gabriele Lalemant, gesuita e missionario francese (n. 1610)
- 1650 - Carl Carlsson Gyllenhielm, nobile svedese (n. 1574)
- 1657 - Johann Baptist Cysat, gesuita, astronomo e matematico svizzero (n. 1587)
- 1658 - Diego La Matina, religioso italiano (n. 1622)
- 1667 - Philippe Labbe, gesuita, storico e grecista francese (n. 1607)
- 1670 - Guillén Ramón de Moncada y Castro, nobile, militare e politico spagnolo (n. 1619)
- 1680 - François de La Rochefoucauld, scrittore, filosofo e aforista francese (n. 1613)
- 1686 - Elisabetta Maria di Münsterberg-Oels, nobile boema (n. 1625)
- 1690 - Gioacchino, monaco cristiano e arcivescovo ortodosso russo (n. 1621)
- 1696 - Elisabetta d'Orléans, duchessa (n. 1646)
- 1699 - Reynaud Levieux, pittore francese (n. 1613)
- 1699 - Serafina di Dio, mistica italiana (n. 1621)

## XVIII secolo(22)
- 1704 - Menno van Coehoorn, militare e ingegnere olandese (n. 1641)
- 1712 - Jean-Baptiste Forest, pittore e mercante d'arte francese (n. 1635)
- 1713 - Juraj Jánošík, criminale slovacco (n. 1688)
- 1715 - Gilbert Burnet, vescovo anglicano e storico scozzese (n. 1643)
- 1730 - Antonín Reichenauer, compositore e organista ceco (n. 1694)
- 1734 - Juan de Acuña y Bejarano, generale spagnolo (n. 1658)
- 1741 - Jean-Baptiste Rousseau, poeta e drammaturgo francese (n. 1670)
- 1743 - Dorotea Guglielmina di Sassonia-Zeitz, duchessa (n. 1691)
- 1746 - Jean Bouhier, giurista e magistrato francese (n. 1673)
- 1748 - Pietro Giannone, saggista, giurista e storico italiano (n. 1676)
- 1752 - Jacques-Pierre de Taffanel de La Jonquière, ammiraglio e funzionario francese (n. 1685)
- 1764 - William Oliver, medico e filantropo britannico (n. 1695)
- 1764 - George Parker, II conte di Macclesfield, nobile, politico e scienziato britannico
- 1765 - Paolo Fontana, architetto italiano (n. 1696)
- 1773 - Costantino Roberto, violinista e compositore italiano (n. 1700)
- 1773 - Alessandro Ferdinando di Thurn und Taxis, principe (n. 1704)
- 1779 - Filippo Piccaluga, organaro italiano (n. 1719)
- 1782 - Daniel Bernoulli, matematico e fisico svizzero (n. 1700)
- 1785 - Antonio Giuseppe della Torre di Rezzonico, scrittore e militare italiano (n. 1709)
- 1793 - Nicola Conforto, compositore italiano (n. 1718)
- 1793 - Leopold Hofmann, compositore austriaco (n. 1738)
- 1793 - Giovanni Maria Lampredi, letterato, giurista e etruscologo italiano (n. 1731)

## XIX secolo(68)
- 1803 - Alexis Chalbos, generale francese (n. 1736)
- 1803 - Philipp Friedrich Theodor Meckel, anatomista e chirurgo tedesco (n. 1755)
- 1803 - Giovanni Andrea Mones, pittore e architetto italiano (n. 1759)
- 1806 - Agostino Gervasio, teologo e arcivescovo cattolico italiano (n. 1730)
- 1808 - Anna Heinel, ballerina tedesca (n. 1753)
- 1808 - Carl Hindenburg, matematico tedesco (n. 1741)
- 1815 - Mateo Pumacahua, inca
- 1821 - Pietro Edwards, pittore e restauratore italiano (n. 1744)
- 1826 - Józef Maksymilian Ossoliński, politico e scrittore polacco (n. 1748)
- 1828 - Charles Hamilton, VIII conte di Haddington, nobile scozzese (n. 1753)
- 1828 - James Edward Smith, entomologo e botanico inglese (n. 1759)
- 1829 - Sofia Albertina di Svezia, principessa e religiosa svedese (n. 1753)
- 1830 - Laurent de Gouvion-Saint-Cyr, generale e nobile francese (n. 1764)
- 1830 - Jean-Baptiste Radet, commediografo francese (n. 1752)
- 1831 - Napoleone Luigi Bonaparte, nobile francese (n. 1804)
- 1832 - Luisa Granito, poetessa e patriota italiana (n. 1769)
- 1835 - Giorgio Orsolano, serial killer italiano (n. 1803)
- 1837 - Anna Maria Erdödy, nobildonna ungherese (n. 1779)
- 1841 - Tyrone Power, attore teatrale irlandese (n. 1797)
- 1844 - Heinrich Schlüter, astronomo tedesco (n. 1815)
- 1845 - Pierre François Dejean, entomologo e militare francese (n. 1780)
- 1845 - Amilcare Paulucci delle Roncole, ammiraglio austriaco (n. 1773)
- 1846 - Friedrich Wilhelm Bessel, matematico, astronomo e geodeta tedesco (n. 1784)
- 1847 - Jean-Ignace-Isidore Gérard, illustratore e designer francese (n. 1803)
- 1849 - Guglielmo II dei Paesi Bassi, re (n. 1792)
- 1853 - Christian Doppler, matematico e fisico austriaco (n. 1803)
- 1854 - Adriaan van der Hoop, banchiere olandese (n. 1778)
- 1854 - Camillo Jacobini, politico e imprenditore italiano (n. 1791)
- 1854 - Pietro Maggi, matematico e poeta italiano (n. 1809)
- 1858 - Laban Ainsworth, pastore protestante e compositore statunitense (n. 1757)
- 1860 - Anna Brownell Jameson, storica dell'arte e saggista irlandese (n. 1794)
- 1862 - Fromental Halévy, compositore francese (n. 1799)
- 1862 - Jan Adam Kruseman, pittore olandese (n. 1804)
- 1862 - Franz von Schlick, generale austriaco (n. 1789)
- 1864 - Alexandre Calame, pittore e incisore svizzero (n. 1810)
- 1864 - Luigi Ghilardi, militare italiano (n. 1810)
- 1866 - Menachem Mendel Schneersohn, filosofo, mistico e rabbino russo (n. 1789)
- 1867 - Armand d'Artois, drammaturgo e librettista francese (n. 1788)
- 1868 - Robert Carrington, II barone Carrington, nobile e politico inglese (n. 1796)
- 1868 - Carl Joseph Napoleon Balling, chimico boemo (n. 1805)
- 1869 - Giuseppe Del Drago, presbitero, teologo e patriota italiano (n. 1813)
- 1869 - Teresa Saporiti, soprano italiano (n. 1763)
- 1870 - Karl Friedrich Neumann, orientalista, storico e traduttore tedesco (n. 1793)
- 1872 - Aleksa Simić, politico serbo (n. 1800)
- 1873 - Barbara Maix, religiosa austriaca (n. 1818)
- 1875 - Benjamin Lumley, impresario teatrale e avvocato britannico (n. 1811)
- 1876 - Giacinto Avenati, generale italiano (n. 1809)
- 1876 - Bernardo Bellini, poeta, drammaturgo e tipografo italiano (n. 1792)
- 1879 - Ludwig Reichenbach, botanico, ornitologo e illustratore tedesco (n. 1793)
- 1883 - Andreas Gollmayr, arcivescovo cattolico austro-ungarico (n. 1797)
- 1885 - Nikolaj Alekseevič Orlov, diplomatico russo (n. 1827)
- 1886 - Pierre-Jules Hetzel, editore francese (n. 1814)
- 1886 - Leopold Zunz, ebraista tedesco (n. 1794)
- 1886 - Antonio Ferrari, generale italiano (n. 1816)
- 1887 - Franz Volkmar Fritzsche, filologo classico tedesco (n. 1806)
- 1888 - Édouard Timbal-Lagrave, farmacista e botanico francese (n. 1819)
- 1889 - Joseph Albert Alberdingk Thijm, scrittore olandese (n. 1820)
- 1890 - Nicolò Gavotti, politico italiano (n. 1819)
- 1890 - Achille Sacchi, medico e patriota italiano (n. 1827)
- 1891 - Napoleone Giuseppe Carlo Paolo Bonaparte, generale francese (n. 1822)
- 1891 - Auguste André Thomas Cahours, chimico francese (n. 1813)
- 1891 - Eduard Clam-Gallas, militare austriaco (n. 1805)
- 1892 - Adolf Gaspary, filologo e letterato tedesco (n. 1849)
- 1893 - Jules Ferry, politico francese (n. 1832)
- 1895 - Luigi Ferri, filosofo italiano (n. 1826)
- 1897 - Vittorio Bottego, esploratore e ufficiale italiano (n. 1860)
- 1898 - Blanche Bruce, politico statunitense (n. 1841)
- 1898 - Robert Coote, ammiraglio britannico (n. 1820)

## XX secolo(262)
- 1901 - Enrichetta Caracciolo, patriota e scrittrice italiana (n. 1821)
- 1901 - Jean Charles Cazin, pittore, scultore e ceramista francese (n. 1840)
- 1902 - John Houlding, imprenditore e politico britannico (n. 1833)
- 1904 - Giorgio, duca di Cambridge, nobile inglese (n. 1819)
- 1905 - Christapor Mikaelian, rivoluzionario armeno (n. 1859)
- 1905 - Juan Nepomuceno Zegrí y Moreno, presbitero spagnolo (n. 1831)
- 1906 - Adolph Emmerling, chimico tedesco (n. 1842)
- 1906 - Johann Most, politico, giornalista e anarchico tedesco (n. 1846)
- 1907 - Rudolf Aderhold, micologo e agronomo tedesco (n. 1865)
- 1907 - Paolo Serrao, compositore e pianista italiano (n. 1830)
- 1908 - Giovanni Battista Casali del Drago, cardinale e patriarca cattolico italiano (n. 1838)
- 1909 - William Robert Taylor, politico statunitense (n. 1820)
- 1910 - Joaquín Valverde Durán, compositore spagnolo (n. 1846)
- 1911 - Filippo Franzoni, pittore e fotografo svizzero (n. 1857)
- 1911 - Friedrich Haase, attore e direttore teatrale tedesco (n. 1827)
- 1911 - August Lucae, medico tedesco (n. 1835)
- 1912 - George Wallace Melville, ammiraglio e ingegnere statunitense (n. 1841)
- 1912 - Domenico Mustafà, compositore, direttore di coro e cantante castrato italiano (n. 1829)
- 1912 - Lawrence Oates, ufficiale e esploratore britannico (n. 1880)
- 1912 - William Ross, politico canadese (n. 1824)
- 1913 - Soledad Acosta, scrittrice e giornalista colombiana (n. 1833)
- 1913 - Eugen Büchner, zoologo russo (n. 1861)
- 1913 - Emma Schenson, fotografa e pittrice svedese (n. 1827)
- 1914 - Antun Gustav Matoš, scrittore e giornalista croato (n. 1873)
- 1914 - McKee Rankin, regista, commediografo e attore teatrale canadese (n. 1844)
- 1915 - André François, calciatore francese (n. 1886)
- 1916 - Salvatore Salomone Marino, etnologo, medico e scrittore italiano (n. 1847)
- 1917 - Franz Brentano, filosofo e psicologo tedesco (n. 1838)
- 1917 - Berardo Cantalamessa, cantautore e attore teatrale italiano (n. 1858)
- 1917 - James Porterfield Rynd, scacchista e avvocato irlandese (n. 1846)
- 1917 - Carl Wiegand, ginnasta tedesco (n. 1877)
- 1918 - Henry Scott Holland, teologo e scrittore britannico (n. 1847)
- 1918 - Emilio Maria Miniati, arcivescovo cattolico italiano (n. 1839)
- 1919 - Kenyon Cox, pittore, illustratore e scrittore statunitense (n. 1856)
- 1919 - Constance Crawley, attrice, sceneggiatrice e regista inglese (n. 1879)
- 1919 - Paul von Jankó, musicista e ingegnere ungherese (n. 1856)
- 1919 - Nikolaj Alekseevič Zarudnyj, esploratore e zoologo russo (n. 1859)
- 1921 - Adelbert Brownlow-Cust, III conte Brownlow, ufficiale e politico inglese (n. 1844)
- 1921 - Alessandro Casalini, politico italiano (n. 1839)
- 1921 - George Howard, attore statunitense (n. 1866)
- 1921 - Nikolaj Egorovič Žukovskij, scienziato e matematico russo (n. 1847)
- 1922 - Francesco Flamini, critico letterario e poeta italiano (n. 1868)
- 1922 - Heinrich Suter, matematico svizzero (n. 1848)
- 1923 - Gian Francesco Gamurrini, storico, archeologo e numismatico italiano (n. 1835)
- 1923 - Gottlob Honold, ingegnere e inventore tedesco (n. 1876)
- 1924 - Ignazio Filì Astolfone, politico italiano (n. 1836)
- 1926 - Aleksej Alekseevič Brusilov, generale russo (n. 1853)
- 1927 - Victorine Meurent, modella e pittrice francese (n. 1844)
- 1928 - Lorenzo Porciatti, architetto, restauratore e urbanista italiano (n. 1864)
- 1929 - William Henry Mackinnon, generale inglese (n. 1852)
- 1930 - Karl Edvard Diriks, pittore norvegese (n. 1855)
- 1931 - Pietro Maffi, cardinale, arcivescovo cattolico e astronomo italiano (n. 1858)
- 1931 - Joseph Alfred Micheler, generale francese (n. 1861)
- 1931 - Natale Palummo, magistrato e politico italiano (n. 1843)
- 1932 - Ettore Bocconi, imprenditore, mecenate e politico italiano (n. 1871)
- 1932 - Georg Brustad, ginnasta norvegese (n. 1892)
- 1933 - Ferdinand von Alten, attore tedesco (n. 1885)
- 1934 - Wilhelm Meyer-Förster, scrittore e commediografo tedesco (n. 1862)
- 1935 - William John Adie, neurologo inglese (n. 1886)
- 1937 - Giovanni Foffani, calciatore italiano (n. 1880)
- 1937 - J. Frank Glendon, attore statunitense (n. 1886)
- 1938 - Oreste Bernardini, militare italiano (n. 1908)
- 1938 - Johannes Zülle, pittore svizzero (n. 1841)
- 1939 - Federico Cammeo, giurista italiano (n. 1872)
- 1939 - Igino Righetti, attivista e docente italiano (n. 1904)
- 1939 - Fritz Ullmann, chimico tedesco (n. 1875)
- 1940 - Ali bey Huseynzade, scrittore, filosofo e artista azero (n. 1864)
- 1940 - Giuseppe Bonandrini, poeta italiano (n. 1867)
- 1940 - Giulio Cesare Vinzio, pittore italiano (n. 1881)
- 1941 - Emo Agostini, militare italiano (n. 1893)
- 1941 - Orlando Lorenzini, generale italiano (n. 1890)
- 1941 - Marguerite Nichols, attrice statunitense (n. 1891)
- 1941 - Nicolae Titulescu, diplomatico e politico romeno (n. 1882)
- 1942 - Nada Dimić, partigiana jugoslava (n. 1923)
- 1942 - Julio González, scultore e pittore spagnolo (n. 1876)
- 1942 - Luigi Macchi, politico italiano (n. 1871)
- 1942 - Josef Svatopluk Machar, poeta e saggista ceco (n. 1864)
- 1942 - Argo Secondari, politico, anarchico e antifascista italiano (n. 1895)
- 1942 - Tani Yutaka, agente segreto giapponese (n. 1911)
- 1943 - Arthur Hinsley, cardinale e arcivescovo cattolico britannico (n. 1865)
- 1943 - Fred Horlacher, calciatore irlandese (n. 1910)
- 1943 - Montagu Love, attore britannico (n. 1880)
- 1943 - Joseph Lörks, vescovo cattolico e missionario tedesco (n. 1876)
- 1944 - Ugo Bottacchiari, compositore italiano (n. 1879)
- 1944 - Giulio Chiarugi, anatomista e politico italiano (n. 1859)
- 1944 - Mario Grecchi, partigiano italiano (n. 1926)
- 1945 - Armando Grava, partigiano e antifascista italiano (n. 1926)
- 1945 - Tatsugo Kawaishi, nuotatore giapponese (n. 1911)
- 1945 - Thomas Lewis, medico e cardiologo britannico (n. 1881)
- 1945 - Henri Maspero, sinologo francese (n. 1882)
- 1946 - Dai Li, criminale di guerra e politico cinese (n. 1897)
- 1946 - William Merz, ginnasta e multiplista statunitense (n. 1878)
- 1946 - Gottlob Weiss, calciatore argentino (n. 1886)
- 1946 - Joseph de Pesquidoux, scrittore francese (n. 1869)
- 1947 - Karel Anděl, astronomo ceco (n. 1884)
- 1948 - John Carr, allenatore di calcio e calciatore inglese (n. 1878)
- 1949 - Felix Bressart, attore tedesco (n. 1892)
- 1949 - Owen Moran, pugile inglese (n. 1884)
- 1949 - Paul Stevens, bobbista statunitense (n. 1889)
- 1949 - Aleksandra Aleksandrovna Ėkster, pittrice, scenografa e costumista russa (n. 1882)
- 1950 - Attilio Gallo Cristiani, storico, pubblicista e scrittore italiano (n. 1885)
- 1950 - Adolf Meyer, psichiatra svizzero (n. 1866)
- 1951 - Carlo Alberto d'Asburgo-Teschen, nobile (n. 1888)
- 1951 - François Favé, ciclista su strada francese (n. 1905)
- 1951 - Flaminio Mancaleoni, giurista e politico italiano (n. 1867)
- 1952 - Albert Battel, avvocato e militare tedesco (n. 1891)
- 1952 - Giacomo Bergamonti, politico e partigiano italiano (n. 1919)
- 1952 - Dante Bernamonti, sindacalista e politico italiano (n. 1898)
- 1954 - Victor Rousseau, scultore belga (n. 1865)
- 1955 - József Pokorny, calciatore ungherese (n. 1882)
- 1955 - Naum Rogožin, attore sovietico (n. 1879)
- 1956 - Fred Allen, comico e attore statunitense (n. 1894)
- 1956 - Henry Frederick Baker, matematico britannico (n. 1866)
- 1956 - Irène Joliot-Curie, chimica e fisica francese (n. 1897)
- 1957 - Matilde Festa, pittrice italiana (n. 1890)
- 1957 - Yves Mirande, commediografo, sceneggiatore e regista francese (n. 1876)
- 1957 - Henry Sigerist, storico della scienza svizzero (n. 1891)
- 1957 - Ramon Magsaysay, politico filippino (n. 1907)
- 1958 - Arthur Hugh Garfit Alston, botanico inglese (n. 1902)
- 1958 - John Pius Boland, tennista e politico britannico (n. 1870)
- 1958 - David Freeman-Mitford, II barone Redesdale, nobile e ufficiale inglese (n. 1878)
- 1958 - Nicholas Kove, imprenditore ungherese (n. 1891)
- 1958 - John J. Parker, giurista e politico statunitense (n. 1885)
- 1958 - Carl Perkins, pianista e compositore statunitense (n. 1928)
- 1959 - Sirio Santucci, compositore italiano (n. 1901)
- 1959 - Galaktion Tabidze, poeta sovietico (n. 1891)
- 1959 - Heinrich Voigtsberger, generale tedesco (n. 1903)
- 1960 - Fernando Álvarez de Sotomayor, pittore spagnolo (n. 1875)
- 1961 - Umberto Pennano, calciatore italiano (n. 1886)
- 1961 - Susanna Madora Salter, politica e attivista statunitense (n. 1860)
- 1962 - Giuseppe Folchi, pittore, fotografo e regista italiano (n. 1911)
- 1962 - Ottavio Zoppi, generale e politico italiano (n. 1870)
- 1963 - Frank Griffin, regista, sceneggiatore e attore statunitense (n. 1886)
- 1963 - Adalberto Libera, architetto italiano (n. 1903)
- 1964 - Liu Fameng, insegnante cinese (n. 1902)
- 1965 - Vincenzo Cozzani, marinaio e partigiano italiano (n. 1921)
- 1965 - Nancy Cunard, scrittrice, poetessa e anarchica britannica (n. 1896)
- 1965 - Amos Alonzo Stagg, giocatore di football americano, cestista e allenatore di football americano statunitense (n. 1862)
- 1966 - Don Eagle, wrestler e pugile canadese (n. 1925)
- 1966 - Helmut Höhno, militare tedesco (n. 1913)
- 1966 - Santiago Lovell, pugile argentino (n. 1912)
- 1966 - Celeste Aida Zanchi, attrice italiana (n. 1886)
- 1967 - Richard Reeves, attore statunitense (n. 1912)
- 1967 - Frank Wisbar, regista e sceneggiatore tedesco (n. 1899)
- 1968 - Harry d'Abbadie d'Arrast, regista e sceneggiatore francese (n. 1897)
- 1968 - Carlo Broggi, architetto italiano (n. 1881)
- 1968 - Alejandro Demaría, calciatore brasiliano (n. 1904)
- 1969 - Fred Gilmore, pugile statunitense (n. 1887)
- 1969 - Shu Xiuwen, attrice e doppiatrice cinese (n. 1915)
- 1970 - Jérôme Carcopino, storico e funzionario francese (n. 1881)
- 1970 - Fernand Crommelynck, drammaturgo, attore e sceneggiatore belga (n. 1886)
- 1970 - Günther Dehn, teologo tedesco (n. 1882)
- 1970 - František Junek, calciatore cecoslovacco (n. 1907)
- 1970 - Mike Spring, maratoneta statunitense (n. 1879)
- 1971 - Vittorio Bosco Lucarelli, politico italiano (n. 1888)
- 1972 - Sam Greller, pallanuotista statunitense (n. 1905)
- 1972 - Anton Olsen, calciatore danese (n. 1889)
- 1972 - Helmuth Schneider, attore tedesco (n. 1920)
- 1973 - Rosa Dainelli, medico italiano (n. 1901)
- 1973 - Charlie Delahay, hockeista su ghiaccio canadese (n. 1905)
- 1973 - Camillo Fenili, calciatore italiano (n. 1904)
- 1973 - Giuseppe Antonio Ferretto, cardinale italiano (n. 1899)
- 1973 - Franz Rademacher, funzionario tedesco (n. 1906)
- 1973 - József Szabó, allenatore di calcio e calciatore ungherese (n. 1896)
- 1974 - Enrico Avanzi, genetista e agronomo italiano (n. 1888)
- 1974 - Dragutin Ciotti, ginnasta jugoslavo (n. 1905)
- 1974 - Louis Kahn, architetto statunitense (n. 1901)
- 1974 - Carroll Nye, attore statunitense (n. 1901)
- 1974 - Gustavo Sanvenero Rosselli, medico italiano (n. 1897)
- 1975 - Feodora di Danimarca, principessa danese (n. 1910)
- 1975 - Bertil Nordenskjöld, calciatore svedese (n. 1891)
- 1975 - Vladimir Savvin, pallavolista, allenatore di pallavolo e dirigente sportivo sovietico (n. 1919)
- 1976 - Andrew Tombes, attore statunitense (n. 1885)
- 1976 - Luchino Visconti, regista, sceneggiatore e scenografo italiano (n. 1906)
- 1977 - Domenico Allasia, ciclista su strada italiano (n. 1893)
- 1977 - Luigi Freddi, giornalista e politico italiano (n. 1895)
- 1977 - Godfrey Okoye, vescovo cattolico nigeriano (n. 1915)
- 1977 - Mario Siletti, attore italiano (n. 1897)
- 1978 - Giulio Bobbio, calciatore italiano (n. 1900)
- 1978 - Semën Abramovič Furman, scacchista sovietico (n. 1920)
- 1978 - Eddie Aikau, surfista statunitense (n. 1946)
- 1978 - Carlo Martini, critico letterario e poeta italiano (n. 1908)
- 1978 - Sally Phipps, attrice statunitense (n. 1911)
- 1978 - Malvina Reynolds, cantautrice e attivista statunitense (n. 1900)
- 1978 - Walt Stanky, cestista statunitense (n. 1911)
- 1978 - Giacomo Violardo, cardinale italiano (n. 1898)
- 1979 - Giacomo Corona, politico italiano (n. 1908)
- 1979 - Giacomo Lauri-Volpi, tenore italiano (n. 1892)
- 1979 - Tetsuo Ōba, allenatore di pallacanestro giapponese (n. 1903)
- 1979 - Carlo Pischianz, calciatore italiano (n. 1922)
- 1980 - Farciot Edouart, effettista statunitense (n. 1894)
- 1980 - Jerry Fielding, compositore statunitense (n. 1922)
- 1980 - Al Jochim, ginnasta statunitense (n. 1902)
- 1980 - Mary Alice McWhinnie, biologa e docente statunitense (n. 1922)
- 1980 - Boun Oum, politico laotiano (n. 1911)
- 1980 - Rafael Paasio, politico finlandese (n. 1903)
- 1980 - Ignazio Sgarlata, musicista, compositore e presbitero italiano (n. 1917)
- 1980 - Bice Valori, attrice, comica e conduttrice televisiva italiana (n. 1927)
- 1981 - Dorothy Dwan, attrice statunitense (n. 1906)
- 1981 - Antonio Santin, arcivescovo cattolico italiano (n. 1895)
- 1982 - Chandler House, montatore e attore statunitense (n. 1904)
- 1983 - Gigi Gryce, sassofonista, compositore e arrangiatore statunitense (n. 1925)
- 1983 - Haldan Keffer Hartline, fisiologo statunitense (n. 1903)
- 1983 - Riccardo Rossi, artista, scultore e medaglista italiano (n. 1911)
- 1984 - Renato De Francesco, generale e funzionario italiano (n. 1900)
- 1984 - Ethelind Terry, attrice e cantante statunitense (n. 1899)
- 1986 - Glubb Pascià, generale britannico (n. 1897)
- 1986 - Heinz Nixdorf, informatico e imprenditore tedesco (n. 1925)
- 1987 - Georg Lammers, velocista tedesco (n. 1905)
- 1987 - Antonio Lopez, illustratore statunitense (n. 1943)
- 1987 - Athos Panciroli, calciatore italiano (n. 1919)
- 1987 - Salvatore Toma, poeta italiano (n. 1951)
- 1987 - Hjördis Töpel, tuffatrice e nuotatrice svedese (n. 1904)
- 1987 - Santo Trafficante Jr., mafioso statunitense (n. 1914)
- 1988 - Gösta Alexandersson, attore svedese (n. 1909)
- 1988 - Bruce Clarke, generale statunitense (n. 1901)
- 1988 - Franz-Otto Krüger, attore, regista e sceneggiatore tedesco (n. 1917)
- 1988 - Walter Nigg, teologo svizzero (n. 1903)
- 1989 - Johann Auer, presbitero e teologo tedesco (n. 1910)
- 1989 - Merritt Butrick, attore statunitense (n. 1959)
- 1990 - Capucine, attrice e modella francese (n. 1928)
- 1990 - Romolo Celant, calciatore italiano (n. 1911)
- 1990 - Mohamed Latif, calciatore egiziano (n. 1909)
- 1990 - Carmelo Samonà, ispanista e scrittore italiano (n. 1926)
- 1991 - Carl Aarvold, giudice, avvocato e dirigente sportivo britannico (n. 1907)
- 1991 - Enrico Camici, fantino italiano (n. 1912)
- 1991 - Carlo Donat-Cattin, sindacalista e politico italiano (n. 1919)
- 1992 - Jack Arnold, regista cinematografico statunitense (n. 1916)
- 1992 - Harald Halvorsen, allenatore di calcio, calciatore e pattinatore di velocità su ghiaccio norvegese (n. 1898)
- 1992 - Monika Mann, scrittrice tedesca (n. 1910)
- 1992 - Aat de Roos, hockeista su prato olandese (n. 1919)
- 1993 - Helen Hayes, attrice statunitense (n. 1900)
- 1993 - Charlotte Hughes, supercentenaria britannica (n. 1877)
- 1993 - Štefan Stankovič, calciatore slovacco (n. 1918)
- 1993 - Vladimir Markovič Šredel', regista cinematografico sovietico (n. 1918)
- 1994 - Charlotte Auerbach, genetista e biologa tedesca (n. 1899)
- 1994 - Walter Janka, attivista e editore tedesco (n. 1914)
- 1994 - Ellsworth Vines, tennista statunitense (n. 1911)
- 1994 - Mai Zetterling, attrice, regista e sceneggiatrice svedese (n. 1925)
- 1995 - Rick Aviles, attore e comico statunitense (n. 1952)
- 1995 - José María Forqué, regista e sceneggiatore spagnolo (n. 1923)
- 1995 - Muriel Kauffman, dirigente pubblica e filantropa statunitense (n. 1916)
- 1995 - Robert Monroe, scrittore statunitense (n. 1915)
- 1996 - Pio Alessandrini, politico italiano (n. 1906)
- 1996 - René Clément, regista francese (n. 1913)
- 1996 - Nicola Falde, generale, giornalista e saggista italiano (n. 1917)
- 1996 - Nicola Gallerano, storico italiano (n. 1940)
- 1996 - Elsa Respighi, compositrice, pianista e scrittrice italiana (n. 1894)
- 1997 - Ferenc Sipos, calciatore ungherese (n. 1932)
- 1997 - Jermaine Stewart, cantante statunitense (n. 1957)
- 1998 - Cliff Barker, cestista e allenatore di pallacanestro statunitense (n. 1921)
- 1998 - Roberto Dionigi, filosofo italiano (n. 1941)
- 1998 - Helen Westcott, attrice statunitense (n. 1928)
- 1999 - Lloyd Appleton, lottatore statunitense (n. 1906)
- 1999 - Boleslaw Barlog, regista tedesco (n. 1906)
- 1999 - Humberto Fernández Morán, medico, inventore e politico venezuelano (n. 1924)
- 1999 - Ernest Gold, compositore austriaco (n. 1921)
- 1999 - Lorenzo Isgrò, politico italiano (n. 1924)
- 1999 - Giuseppe Liccardi, militare italiano (n. 1937)
- 1999 - Hildegard Peplau, infermiera statunitense (n. 1909)
- 1999 - Eric Stanton, illustratore e fumettista statunitense (n. 1926)
- 2000 - Jerry Dover, cestista statunitense (n. 1949)

## XXI secolo(159)
- 2001 - Viktor Borisovič Krivulin, poeta, scrittore e saggista russo (n. 1944)
- 2001 - Luigi Pagliarani, psicologo e giornalista italiano (n. 1922)
- 2001 - Richard Steere, schermidore statunitense (n. 1909)
- 2001 - Ralph Thomas, regista cinematografico inglese (n. 1915)
- 2001 - Uberto Tosco, botanico e musicista italiano (n. 1915)
- 2001 - Zinaida Voronina, ginnasta sovietica (n. 1947)
- 2002 - Giovanni Battista Bronzini, antropologo italiano (n. 1925)
- 2002 - Charlie Joachim, cestista e allenatore di pallacanestro statunitense (n. 1920)
- 2002 - Rosetta LeNoire, attrice statunitense (n. 1911)
- 2002 - Vasil Mitkov, calciatore bulgaro (n. 1943)
- 2002 - Luise Rinser, scrittrice, attivista e politica tedesca (n. 1911)
- 2002 - Alain Van der Biest, politico belga (n. 1943)
- 2002 - Văn Tiến Dũng, generale, politico e scrittore vietnamita (n. 1917)
- 2002 - William Witney, regista e attore statunitense (n. 1915)
- 2003 - Evgenij Beljaev, fondista sovietico (n. 1954)
- 2003 - Menghino, pittore e scultore italiano (n. 1923)
- 2003 - Anna Mainardi Fava, politica italiana (n. 1933)
- 2003 - Rita Panasis, cestista canadese (n. 1922)
- 2004 - Monique Laederach, scrittrice svizzera (n. 1938)
- 2004 - Alfredo Massazza, arciere italiano (n. 1923)
- 2005 - Renzo Alverà, bobbista italiano (n. 1933)
- 2005 - Alberto Barbieri, calciatore italiano (n. 1914)
- 2005 - Gary Bertini, direttore d'orchestra e compositore israeliano (n. 1927)
- 2005 - Bobby Flavell, allenatore di calcio e calciatore scozzese (n. 1921)
- 2005 - George Frost Kennan, diplomatico, storico e ambasciatore statunitense (n. 1904)
- 2005 - Norm Mager, cestista statunitense (n. 1926)
- 2005 - Adrian Marino, saggista, critico letterario e storico della letteratura romeno (n. 1921)
- 2005 - Duilio Mengozzi, presbitero e insegnante italiano (n. 1915)
- 2005 - Andre Norton, scrittrice statunitense (n. 1912)
- 2005 - Wayne Pedzwater, bassista statunitense (n. 1956)
- 2005 - Czesław Słania, incisore polacco (n. 1921)
- 2005 - Theodor Uppman, baritono statunitense (n. 1920)
- 2006 - Angelo Coletto, ciclista su strada italiano (n. 1935)
- 2006 - Renato Finelli, politico italiano (n. 1929)
- 2006 - Piero Masia, politico e medico italiano
- 2006 - Ray Meyer, allenatore di pallacanestro statunitense (n. 1913)
- 2006 - Gun Röring, ginnasta svedese (n. 1930)
- 2006 - Andrea Sacco, cantante e musicista italiano (n. 1911)
- 2006 - Titus Vossberg, scenografo e costumista tedesco (n. 1934)
- 2007 - John Backus, informatico e matematico statunitense (n. 1924)
- 2007 - Freddie Francis, direttore della fotografia e regista britannico (n. 1917)
- 2007 - Ernst Haefliger, tenore svizzero (n. 1919)
- 2007 - David Letham, calciatore scozzese (n. 1922)
- 2007 - Tanya Reinhart, linguista e scrittrice israeliana (n. 1943)
- 2008 - Claude Farell, attrice austriaca (n. 1914)
- 2008 - Enrico Fasana, indologo italiano (n. 1940)
- 2008 - Kim Goetz, cestista statunitense (n. 1957)
- 2008 - Lloyd Lamble, attore australiano (n. 1914)
- 2008 - Claus Luthe, designer tedesco (n. 1932)
- 2008 - Ninni Maina, cantante italiano (n. 1932)
- 2008 - Ken Watson, cestista e allenatore di pallacanestro australiano (n. 1919)
- 2009 - Edith Hahn Beer, scrittrice austriaca (n. 1914)
- 2009 - Clodovil Hernandes, stilista, conduttore televisivo e politico brasiliano (n. 1937)
- 2010 - Abdellah Blinda, allenatore di calcio, calciatore e pallamanista marocchino (n. 1951)
- 2010 - Manfredi Bosco, politico italiano (n. 1930)
- 2010 - Alex Chilton, cantante, chitarrista e produttore discografico statunitense (n. 1950)
- 2010 - Wayne Collett, velocista statunitense (n. 1949)
- 2010 - Sid Fleischman, scrittore e sceneggiatore statunitense (n. 1920)
- 2010 - Ştefan Gheorghiu, musicista, violinista e docente rumeno (n. 1926)
- 2010 - Charlie Gillett, musicologo, conduttore radiofonico e produttore discografico britannico (n. 1942)
- 2010 - Richard Gregory, psicologo e neuroscienziato britannico (n. 1923)
- 2010 - Mordechai Hefez, cestista israeliano (n. 1930)
- 2010 - Arcangelo Leone de Castris, critico letterario italiano (n. 1929)
- 2010 - Virginio Mezzanzanica, partigiano italiano (n. 1919)
- 2011 - Abdel Moneim El-Gindy, pugile egiziano (n. 1936)
- 2011 - Alberto Gallitti, montatore italiano (n. 1926)
- 2011 - Michael Gough, attore britannico (n. 1916)
- 2011 - Egidio Martini, critico d'arte e pittore italiano (n. 1919)
- 2011 - Giorgio Medail, giornalista, conduttore televisivo e conduttore radiofonico italiano (n. 1945)
- 2012 - Nello Barbadoro, pugile e allenatore di pugilato italiano (n. 1923)
- 2012 - Paul Boyer, storico statunitense (n. 1935)
- 2012 - Ovidio Capitani, storico e saggista italiano (n. 1930)
- 2012 - Rubí Cerioni, calciatore argentino (n. 1927)
- 2012 - John Demjanjuk, militare e criminale di guerra ucraino (n. 1920)
- 2012 - Jorge Goulart, cantante brasiliano (n. 1926)
- 2012 - Shenuda III di Alessandria, vescovo cristiano orientale e teologo egiziano (n. 1923)
- 2012 - Ron Stewart, allenatore di hockey su ghiaccio e hockeista su ghiaccio canadese (n. 1932)
- 2012 - Chaleo Yoovidhya, imprenditore thailandese (n. 1923)
- 2012 - Fakhra Younas, scrittrice e ballerina pakistana
- 2013 - Suzy Delmas, cestista francese (n. 1934)
- 2013 - Boris Eflov, pittore russo (n. 1926)
- 2013 - Miretta Mauri, attrice italiana (n. 1916)
- 2014 - Mareike Carrière, attrice tedesca (n. 1954)
- 2014 - José Delicado Baeza, arcivescovo cattolico spagnolo (n. 1927)
- 2014 - Emilio Delle Piane, attore italiano (n. 1938)
- 2014 - Mohamed Salah Jedidi, calciatore tunisino (n. 1938)
- 2014 - Oswald Morris, direttore della fotografia britannico (n. 1915)
- 2014 - Bernd Schmider, calciatore tedesco (n. 1955)
- 2014 - L'Wren Scott, modella e stilista statunitense (n. 1964)
- 2014 - Egon Sendler, presbitero e religioso tedesco (n. 1923)
- 2015 - Sandro Cantone, politico italiano (n. 1922)
- 2015 - Antonio Dorado Soto, vescovo cattolico spagnolo (n. 1931)
- 2015 - Frank Perris, pilota motociclistico britannico (n. 1931)
- 2015 - Guido Zappa, matematico italiano (n. 1915)
- 2016 - André Boerstra, hockeista su prato olandese (n. 1924)
- 2016 - Meir Dagan, generale e agente segreto israeliano (n. 1945)
- 2016 - Larry Drake, attore e doppiatore statunitense (n. 1949)
- 2016 - Solomon Marcus, matematico e pedagogista rumeno (n. 1925)
- 2016 - Aleksandr Prochorenko, militare russo (n. 1990)
- 2016 - Joe Santos, attore statunitense (n. 1931)
- 2016 - Luís Carlos Tóffoli, calciatore e allenatore di calcio brasiliano (n. 1964)
- 2016 - Steve Young, cantautore e chitarrista statunitense (n. 1942)
- 2016 - Bandar bin Sa'ud Al Sa'ud, principe e funzionario saudita (n. 1926)
- 2017 - Robert Day, regista e sceneggiatore britannico (n. 1922)
- 2017 - Armando Plebe, filosofo e politico italiano (n. 1927)
- 2017 - Derek Walcott, poeta e scrittore santaluciano (n. 1930)
- 2018 - Raka Rasmi, ballerina indonesiana (n. 1939)
- 2018 - Marino Rossetti, calciatore italiano (n. 1942)
- 2018 - Phan Văn Khải, politico vietnamita (n. 1933)
- 2018 - Sammy Williams, attore, cantante e ballerino statunitense (n. 1948)
- 2019 - Ulf Bengtsson, tennistavolista svedese (n. 1960)
- 2019 - Víctor Genes, allenatore di calcio e calciatore paraguaiano (n. 1961)
- 2019 - Olavi Mannonen, pentatleta finlandese (n. 1930)
- 2019 - Mario Marenco, comico, umorista e attore italiano (n. 1933)
- 2019 - Enrico Riccardi, compositore, paroliere e cantautore italiano (n. 1934)
- 2019 - Tunku Puan Zanariah, sovrana malese (n. 1940)
- 2019 - Bernie Tormé, chitarrista irlandese (n. 1952)
- 2019 - Yūya Uchida, cantante e attore giapponese (n. 1939)
- 2020 - Vittoria Bogo Deledda, politica italiana (n. 1967)
- 2020 - Gerald Freedman, regista teatrale, paroliere e librettista statunitense (n. 1927)
- 2020 - Roger Mayweather, pugile statunitense (n. 1961)
- 2020 - Manuel Serifo Nhamadjo, politico guineense (n. 1958)
- 2020 - Güney Ülmen, cestista turco (n. 1930)
- 2020 - Ėduard Limonov, scrittore e politico russo (n. 1943)
- 2020 - Juan de Dios Vial Correa, medico cileno (n. 1925)
- 2020 - Lyle Waggoner, attore statunitense (n. 1935)
- 2020 - Betty Williams, attivista britannica (n. 1943)
- 2021 - Jacques Frantz, attore e doppiatore francese (n. 1947)
- 2021 - Antón García Abril, compositore spagnolo (n. 1933)
- 2021 - Jesús Gruber, schermidore venezuelano (n. 1936)
- 2021 - John Magufuli, politico tanzaniano (n. 1959)
- 2021 - Anton Netolitzchi, cestista rumeno (n. 1958)
- 2021 - Freddie Redd, pianista e compositore statunitense (n. 1928)
- 2021 - Jean-Daniel Vinson, cestista francese (n. 1938)
- 2022 - Christopher Alexander, architetto austriaco (n. 1936)
- 2022 - Giampiero Bartoli, calciatore italiano (n. 1934)
- 2022 - Peter Bowles, attore britannico (n. 1936)
- 2022 - Artem Datsyshyn, ballerino ucraino (n. 1979)
- 2022 - Bill Johnson, scrittore di fantascienza e giornalista statunitense (n. 1956)
- 2022 - Tony Nash, bobbista britannico (n. 1936)
- 2022 - Oksana Švec', attrice ucraina (n. 1955)
- 2023 - Giorgio Bornacin, politico italiano (n. 1949)
- 2023 - John Carenza, calciatore statunitense (n. 1950)
- 2023 - Jorge Edwards, scrittore, critico letterario e giornalista cileno (n. 1931)
- 2023 - Ada den Haan, nuotatrice olandese (n. 1941)
- 2023 - Carlo Mupo, calciatore italiano (n. 1935)
- 2023 - Lance Reddick, attore statunitense (n. 1962)
- 2023 - Raoul Servais, regista e sceneggiatore belga (n. 1928)
- 2023 - María Silva, attrice spagnola (n. 1941)
- 2023 - Dubravka Ugrešić, scrittrice croata (n. 1949)
- 2023 - Laura Valenzuela, attrice e conduttrice televisiva spagnola (n. 1931)
- 2024 - Ernesto Bergamasco, pugile e allenatore di pugilato italiano (n. 1950)
- 2024 - Sandra Crouch, cantante, musicista e percussionista statunitense (n. 1942)
- 2024 - Nuno Júdice, poeta e scrittore portoghese (n. 1949)
- 2024 - Steve Harley, cantautore e musicista britannico (n. 1951)
- 2025 - Pancrazio Chiruzzi, criminale italiano (n. 1952)
- 2025 - Augusta Gori, attrice italiana (n. 1959)
- 2025 - Lee Shau Kee, imprenditore cinese (n. 1928)
- 2025 - AnNa R., cantautrice tedesca (n. 1969)